# Agente libre

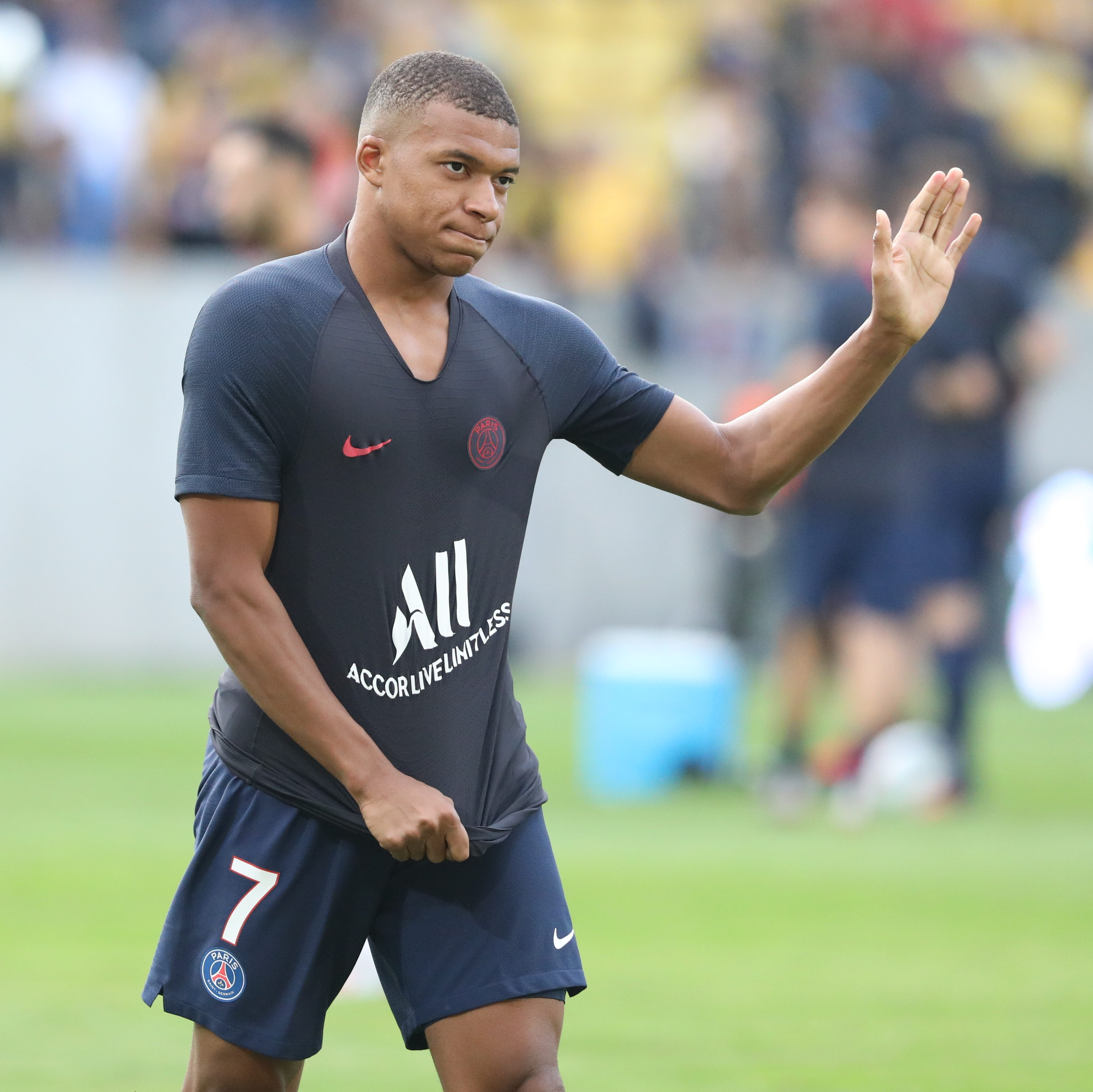
Kylian Mbappé se unió libre al Real Madrid tras acabar contrato con el PSG en junio de 2024.

Un agente libre es un deportista profesional cuyo contrato vinculante con un equipo ha vencido o ha sido rescindido y, por lo tanto, se encuentra en libertad de negociar una próxima contratación sin condiciones previas y con cualquier equipo. Es un término nacido a finales del siglo XX en el ámbito deportivo profesional.  No debe confundirse con «libre de agente», en referencia a la condición de no tener agente deportivo.

## Fútbol
En la asociación de fútbol profesional, un agente libre es un jugador que ha sido liberado por un club de fútbol profesional y ahora ya no está afiliado con ningún club; también lo es un jugador cuyo contrato en cuestión con su actual club ha expirado y, por lo tanto, es libre de unirse a cualquier otro club en los términos de la sentencia del Caso Bosman. Es decir, el club al que quiere unirse no necesita hacer ningún acuerdo con otro club y puede incorporarlo sin pagar ningún monto de traspaso para negociar con el su futuro salario.
Los agentes libres no tienen que ser firmados durante los días del mercado de fichajes que se implementa en las ligas de algunos países. Si están firmadas por un equipo, el equipo de la firma de ellos no tiene que pagar ninguna cuota - a veces esto se conoce como «carta de libertad».
Si un jugador es liberado de su club cuando la ventana de transferencia se cierra, no pueden firmar por otro equipo hasta que se vuelve a abrir la ventana. Un caso notable de esto es Sol Campbell, quien en septiembre de 2009 fue liberado del Notts County FC, justo después de un mes a partir de la firma de la carta de libertad. Fichó por su antiguo club  Arsenal F. C. en enero de 2010, durante el mercado de invierno, después de pasar un entrenamiento de unos meses con el equipo para mantener su estado de forma.

## Béisbol
En el béisbol de las grandes ligas, Jim «Catfish» Hunter (pitcher derecho) fue técnicamente el primer agente libre en firmar con un equipo, al firmar un contrato de US$ 4 000 000 en 1974, por cuatro temporadas con los New York Yankees proveniente de Oakland Athletics.